# Balena (film din 2022)
Balena (titlu originar în engleză The Whale) este un film de dramă psihologică american din 2022 regizat de Darren Aronofsky. Adaptat după piesa de teatru din 2012 a lui Samuel D. Hunter, filmul îl are în rolul principal pe Brendan Fraser, a cărui revenire pe marele ecran a fost unanim aclamată de critică și recompensată cu un Oscar și nominalizat la Globurile de Aur, pentru cel mai bun actor.

## Rezumat
Moscow, Idaho, 2016. Charlie (Brendan Fraser), un profesor de limba engleză care suferă de obezitate morbidă, nu vrea să fie văzut de nimeni. în afară de prietena lui bună, asistenta medicală Liz (Hong Chau). El este disperat să se conecteze cu fiica sa. Ellie (Sadie Sink), o adolescentă rebelă, pentru o ultimă șansă la mântuire.
Filmul a avut un parcurs remarcabil la festivaluri și ceremonii de premiere. Pe lângă Oscarul pentru cel mai bun actor pentru Brendan Fraser, filmul a câștigat și Oscarul pentru cel mai bun machiaj pentru munca remarcabilă a echipelor conduse de Adrien Morot, Anne Marie Bradley și Judy Chin.

## Distribuție
- Brendan Fraser - Charlie
- Sadie Sink - fiica profesorului Charlie
- Hong Chau - Liz
- Ty Simpkins - Thomas
- Samantha Morton - Mary

## Premii și nominalizări
Premiile Oscar, ediția 95, 12 martie 2023
- Premiul Oscar pentru cel mai bun actor în rol principal - pentru Brendan Fraser
- Premiul Oscar pentru machiaj
- Nominalizare la categoria "Premiul Oscar pentru cel mai bună actriță în rol secundar" - pentru Hong Chau

Premiile Globul de Aur, ediția 80, 10 ianuarie 2023
- Nominalizare la categoria "Premiul Globul de Aur pentru cel mai bun actor (dramă)" - pentru Brendan Fraser

Premiile BAFTA, 2023
- Nominalizare la categoria "Premiul BAFTA pentru cel mai bun actor în rol principal" - pentru Brendan Fraser
- Nominalizare la categoria "Premiul BAFTA pentru cel mai bun scenariu adaptat" - pentru Samuel D. Hunter
- Nominalizare la categoria "Premiul BAFTA pentru machiaj și hairstyle"
- Nominalizare la categoria "Premiul BAFTA pentru cea mai bună actriță în rol secundar" - pentru Hong Chau